# Furuliden
Furuliden is een plaats in de Zweedse gemeente Kungsbacka in de provincie Hallands län en het landschap Halland. De plaats heeft 63 inwoners (2005) en een oppervlakte van 8 hectare. Furuliden ligt op een schiereiland en wordt omringd door zowel landbouwgrond als naaldbos. De bebouwing in het dorp bestaat vrijwel geheel uit vrijstaande huizen. De stad Kungsbacka ligt zo'n vijftien kilometer ten noordoosten van het dorp.